# Melea
Melea  è un comune del Ciad situato nel dipartimento di Kanem, provincia di Kanem.